# 오쿠보 마코토
오쿠보 마코토(일본어: 大久保 誠, 1975년 5월 3일 ~ )는 일본의 전 축구 선수이다.

## 구단 경력
과거 산프레체 히로시마에서 활동하였다.